# Mysterion visszatér (South Park)
A Mysterion visszatér (Mysterion Rises) a South Park című amerikai rajzfilmsorozat 207. epizódja (14. évad 12. része). Először 2010. november 3-án sugározták az Egyesült Államokban. Magyarországon 2011. március 1-én vetítették először. Az előző epizód folytatása, egy trilógia középső része, melyben a sorozat készítői végre felfedik Mysterion kilétét.

## Cselekmény
Az epizód az előző rész képregényszerű összefoglalásával kezdődik (Mosómedve 2).  A szuperhősök társaságát jelenleg Mysterion vezeti, bár még mindig "Mosómedve és Társai" néven (mivel ez Cartmant bosszantja, amit Mysterion rendkívül viccesnek talál). Süteményvásárt tartanak Cthulhu áldozatainak megsegítésére, mely során találkoznak egy rejtélyes idegennel, aki azt állítja, hogy hiába is próbálkoznak Cthulhu megállításával. Miután visszatérnek a bázisukra, döbbenten tapasztalják, hogy Megmondó Kapitány feltúrta az egészet, a Courtney Love-képek után kutatva. Hiába próbálják felhívni a figyelmét arra, hogy a képeket Cartman készítette és mind hamisítvány, Megmondó Kapitány nem hisz nekik. Fegyvert lóbál a kezében, mire Mysterion közli, hogy ha nem hisz nekik, nyugodtan süsse el a pisztolyt, lője le őt, a többieket pedig kiküldi. Mindannyian megdöbbennek ezen a vakmerőségen, Papírsárkány (Kyle) pedig kiesve a szerepéből az igazi nevén, Kennynek szólítja Mysteriont. Ezután azonban mindannyian elmennek. Mysterion és Megmondó Kapitány kettesben maradnak. Megmondó Kapitány közli, hogy nem bírja már elviselni ezt a képességet, hogy mindenről meg tudja mondani utólag, hogy mit kellett volna tenni. Mysterion erre azt mondja, hogy nem ez az igazi átok, hanem ami őt sújtja: képtelen meghalni. Valahányszor meghalna, mindig a saját ágyában ébred fel, ráadásul senki nem emlékszik rá, hogy mi történt vele, még akkor se, ha a saját szemük láttára történik az incidens.
Ezalatt Cartman, mint Mosómedve, a repülőtéren van, úton Cthulhu felé, de a repülő késve indul, mert a lény odaszékelt a kifutópályára. Miután megvert egy kislányt, akiről a nézőknek azt hazudja, hogy gonosztevő volt, végre megérkezik, és azt tervezi, hogy felhívja magára Cthulhu figyelmét, hogy vele állhasson bosszút korábbi társain. Csakhogy Cthulhut nem érdekli a dolog, ezért otthagyja Cartmant. Cartman ezért elhatározza, hogy cuki és elbűvölő lesz, hogy elcsábítsa a lényt. Ez meglepő módon beválik. Ezután sajtótájékoztatót tart, ahol bejelenti, hogy ők ketten az új, levédetett Mosómedve és Társai. Ezután elindulnak South Parkba, útközben pedig lerombolnak egy zsinagógát és San Franciscót. Eközben Megmondó Kapitány úgy dönt, hogy felhagy a szuperhősködéssel, és újra csak Jack Brolin riporter lesz. Ám amikor meglát valakit sérült karral, hirtelen rájön, hogy Megmondó Kapitány nem adhatja ilyen könnyen fel a szupererejét.
South Parkba visszatérve a Mosómedve és Társai felfedeznek egy Cthulhu-szektát, és rájönnek, hogy Kenny szülei is benne vannak. Kenny, aki ezen megdöbben, Mysterionnak öltözve megy haza, hogy kifaggassa a szüleit. Közben Clyde kénytelen levetni a szuperhős-jelmezt, mert az anyja utasítja rá, hogy vigye le a szemetet. Kenny szülei bevallják, hogy régebben tényleg ott voltak a szekta gyűlésein, de csak az ingyen sör miatt. Mysterion kiszedi belőlük, hogy hol üléseznek, majd odamegy valamennyi szuperhős. A szektában ismerős arcok láthatók: a barkácstanár Mr. Adler, a Star Trek-kockák, valamint a gruftik. Amikor hallja, hogy felolvasnak a Necronomiconból ("Nem holt meg amaz, mi fekszik örökkön, még a halál sem ér át a végestelen időkön"), Mysterionnak hirtelen beugrik valami, ezért a gruftik nyomába ered, követelve, hogy mondják meg neki, hogy ez mit jelent. Válasz helyett megjelenik a szektavezér, és a többi szuperhős szeme láttára megöli őt. Ám hiába szúrták le a barátai szeme láttára Kennyt, ő a saját ágyában tér magához, a barátai pedig úgy viselkednek, mintha mi sem történt volna.

## Érdekességek
- Az epizód eredeti és magyar címe is reflektál Christopher Nolan "A Sötét Lovag visszatér" című filmjére, amit alig néhány nappal a sorozatepizód bemutatása előtt jelentettek be.[1]
- Ebben a részben lepleződik le, hogy Mysterion valójában Kenny. Mivel ezt eredetileg nem lehetett tudni, ezért a korábbi megjelenéseinél is a magyar hangját adó Előd Botond lett Mysterion magyar hangja, nem pedig a Kenny hangját adó Markovics Tamás.
- Amikor Cartman elbűvöli Cthulhut, a jelenet a "Marc Antony and Pussyfoot" című Bolondos dallamok-rajzfilm paródiája, továbbá a legelső megjelenése alkalmával a jelenet a "Totoro – A varázserdő titka" című filmből származik. Ugyanebben a filmben hallható egy dal, melynek kifigurázása szól akkor, amikor Cartman repül Cthulhu hátán.[2]
- Az epizód közepén a Nike "Nem vagyok példakép" reklámját figurázzák ki.
- A gruftik utalnak arra, hogy Cthulhu eljövetele olyan lenne, mint egy soha véget nem érő Nine Inch Nails-koncert, és hogy a Disney Channel-nek is vége lenne.

## Forráshivatkozások
1. ↑  South Park: "Mysterion Rises" (amerikai angol nyelven). The A.V. Club, 2010. november 4. (Hozzáférés: 2022. június 14.)
2. ↑  Isler, Ramsey: South Park: "Mysterion Rises" Review (angol nyelven). IGN, 2010. november 4. (Hozzáférés: 2022. június 14.)